# Раджани Палм Датт
Раджани Палм (Пальме) Датт (англ. Rajani Palme Dutt; 19 июня 1896, Кембридж — 20 декабря 1974, Лондон) — британский коммунистический деятель индийско-шведского происхождения, историк и публицист.
Член Коммунистической партии Великобритании (КПВ) с года её основания, был одним из ведущих её теоретиков, в 1961—1965 гг. вице-президент партии. Входил в Исполком партии в 1923—1965 гг. (в течение многих лет являлся самым молодым его членом), вице-председатель Исполкома в 1943—1961 гг.; был главой международного отдела партии. Избирался кандидатом в члены ИККИ (7-й конгресс, 1924).

## Биография
Родился в семье врача-индийца Упендры Датта и шведки Анны Пальме. Двоюродный дядя Улофа Пальме.
Учился с 1914 года в оксфордском Баллиол-колледже, где получил первоклассную степень по классике. По собственным воспоминаниям, начал обстоятельно изучать марксизм с 1915 года:27.
Будучи против участия Британии в Первой мировой войне, с введением в 1916 году обязательной воинской службы был призван, отказался как пацифист и был приговорён к шести месяцам тюремного заключения. Вскоре после освобождения он был исключён из Оксфордского университета за организацию митинга в поддержку предстоящей русской революции (год спустя ему было разрешено сдать последний экзамен):28.
Из-за своих «крайних взглядов» по окончании университета не мог получить работу:29.
В 1919 году начал работать в Трудоисследовательском департаменте.
В 1920 году присоединился к КПВ.
В 1921 году основал журнал «Labour Monthly», который затем редактировал на протяжении 53 лет.
В 1922—1925 гг. также редактор еженедельной газеты КПВ «The Workers' Weekly» (оставил эту должность из-за болезни).
В 1923 году впервые посетил СССР.
С мая 1924 года уехал в Брюссель, где прожил более 10 лет. С 1935 года в Лондоне.
В 1936—1938 гг. редактор газеты «Дейли уоркер».
В 1939—1941 годах генеральный секретарь Коммунистической партии Великобритании.
Насчёт секретной речи Хрущёва на XX съезде призывал не преувеличивать её значение, касательно Сталина отмечая, что «и на Солнце бывают пятна». В 1962 году заявлял, что «XX и XXII съезды КПСС наглядно продемонстрировали способность социалистического общества признавать и исправлять свои ошибки»:21.
Не поддержал оппозицию КПВ к Варшавскому договору за вмешательство в Чехословакию в 1968 году.
Почётный доктор исторических наук МГУ (1962).
Был женат с 1922 года на эстонке Сальме, сестре Хеллы Вуолийоки.
Автор многих работ по теоретическим, политическим, историческим и экономическим вопросам.

## Книги
- «Modern India» (1927)
- «Capitalism or Socialism in Britain?» (1931)
- «Life and Teachings of V. I. Lenin» (1934)
- «World Politics 1918—1936» (1936)
- «The Problem of India» (1943)
- «Britain’s Crisis of Empire» (1950)
- Новый английский реформизм : социализм и прожиточная заработная плата / Перевод с англ. Еф. Берловича. — [Ленинград] : Прибой, 1928. — 163 с.
- Индия сегодня / Пер. с англ. Р. Г. Солодкина. Общ. ред. и вступ. статья К. А. Михеева [с. V—XXVII]. — М. : Гос. изд-во иностр. лит., 1948. — XXVII, 651 с., 1 л. карт. : карт.
- Кризис Британской империи / Пер. с англ. Н. Яковлевой и И. Тихомировой. Вступ. статья Я. Викторова [с. 5-20]. — М. : Издательство иностранной литературы, 1950. — 232 с.
- Кризис Британии и Британской империи. / Пер. с англ. А. Д. Аникина и В. Л. Мартенса. — Издательство иностранной литературы, 1959. — 741 с.
- Проблемы современной истории : Лекции, прочит. Р. Палм Даттом в МГУ им. Ломоносова в апр.-мае 1962 г. по случаю присвоения автору почетного звания д-ра ист. наук : [Пер. с англ.]. — М.: Прогресс, 1965. — 159 с.